# Иван Динев
 Тази статия е за фигуриста.  За рап изпълнителя със същото име вижте Устата.  
Иван Динев е български състезател по фигурно пързаляне.
Ставал е 11 пъти шампион на България и е участвал в 14 европейски първенства. Той е първият български фигурист, който приземява успешно четворен скок.
Живее в Лос Анджелис, а негов треньор е бившата фигуристка от български произход Анжела Никодинов, за която се оженва през юли 2008 г. Дъщеря им Адриана се ражда през май 2012 г. След приключването на състезателната си кариера Динев работи като треньор заедно със съпругата си.